# إعادة ترتيب صبغي

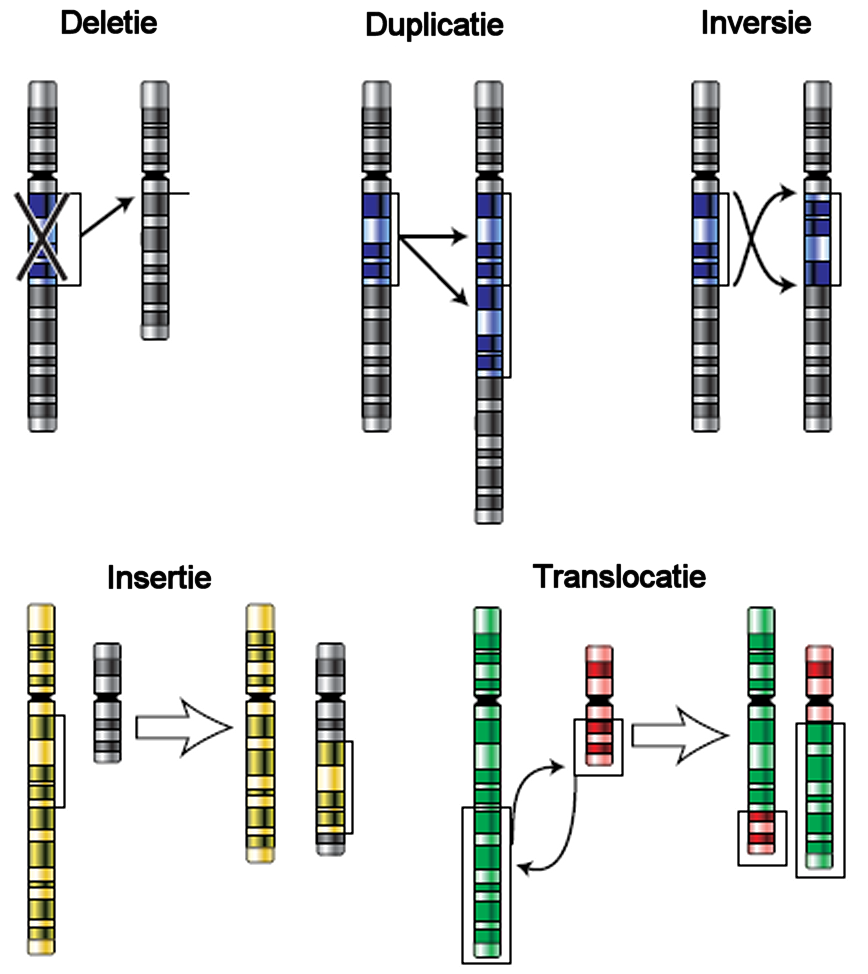

في علم الوراثة، إعادة ترتيب الكروموسومات أو إعادة تركيب الصبغيات (بالإنجليزية: Chromosomal rearrangement) هي طفرة تمثل نوعًا من تشوهات الكروموسوم التي تسبب في تغيير هيكل الكروموسوم الأصلي.
قد تتضمن هذه التغييرات عدة فئات مختلفة من الأحداث، مثل الحذف والتكرار والانقلاب والانتقالات. عادةً ما تحدث هذه الأحداث بسبب حدوث كسر في حلزونات الدنا المزدوجة في موقعين مختلفين، يعقبهما عودة النهايات المكسورة لإنتاج ترتيب كروموسومي جديد للجينات، يختلف عن ترتيب الجينات للكروموسومات قبل تكسيرها. تشير التقديرات إلى حدوث تشوهات صبغية هيكلية في حوالي 0.5 ٪ من الأطفال حديثي الولادة.